# Gollania robusta
Gollania robusta är en bladmossart som beskrevs av Brotherus 1924. Gollania robusta ingår i släktet Gollania och familjen Hypnaceae. Inga underarter finns listade i Catalogue of Life.